# Коргон (село)
Коргон (алт. Коргон) — село в Усть-Канском районе Республики Алтай России, административный центр Коргонского сельского поселения.

## География
Расположено в западной части Республики Алтай в горно-степной зоне и находится у рек Маралушка и Чарыш.
Абсолютная высота 630 метров выше уровня моря
.
Уличная сеть состоит из трёх географических объектов: ул. Заречная, ул. Набережная и ул. Советская.

## Население
| 2010 | 2011 | 2012 | 2013 | 2014 | 2015 |
| ---- | ---- | ---- | ---- | ---- | ---- |
| 402  | ↘401 | ↘378 | ↘365 | ↘352 | ↘340 |
| 2016 |      |      |      |      |      |
| ↘333 |      |      |      |      |      |

Национальный состав
Согласно результатам переписи 2002 года, в национальной структуре населения
русские составляли 91 % от общей численности населения в 490 жителей

## Инфраструктура
МБОУ Коргонская средняя общеобразовательная школа (Набережная ул., 18)
Почтовое отделение КОРГОН (Набережная ул, 16)
Администрация поселения.

## Транспорт
Конечный пункт автодороги регионального значения «Усть-Кан - Коргон» (идентификационный номер 84К-109) протяженностью 63,055 км. (Постановление Правительства Республики Алтай от 12.04.2018 N 107 «Об утверждении Перечня автомобильных дорог общего пользования регионального значения Республики Алтай и признании утратившими силу некоторых постановлений Правительства Республики Алтай»).
Просёлочные дороги.